# Agente CNC
CNC, é uma mistura química constituída por 70% Clorofórmio e 30% Cloroacetofenona (algumas vezes usada em 80% de Clorofórmio e 20% CN), é uma mistura usada para causar atordoamento por meio de sua ação lacrimogênea, é uma das principais misturas na qual se utiliza o Cloroacetofenona (CN), em temperatura ambiente e condições normais é um liquido volátil, irritante e picante com cheiro de Clorofórmio, na forma pura apresenta em liquido incolor, mas geralmente é usado em operações militares na forma de liquido, possui um ponto de fusão de 0,23 graus Celsius, com precipitação de cristais de Cloroacetofenona, possui um ponto de ebulição que variado que inicia dos 60 graus Celsius para os 247 graus Celsius, possui uma persistência baixa em ambientes abertos, possuindo persistência de menos de uma hora em ambientes abertos, em ambientes fechados e mal ventilados tende a persistir por um dia ou mais. CNC é uma potente mistura de ação lacrimogênea, é irritante em todos os meios de exposição, especialmente irritante aos olhos e trato respiratório, esta mistura possui alto poder de penetração sobre a roupa devido a presença do Clorofórmio, é considerado levemente mais potente que o uso de CN sozinho, a toxicidade de CNC é similar a de CN sozinho.

## História de uso
O CNC é uma mistura usada para fins militares, como para dispersar manifestantes e para treinamentos, foi retirada de uso em meados de 1920 para a entrada do mistura CNB, na qual a concentração de CN era mais satisfatório.